# معاهدة غرناطة (1491)
معاهدة غرناطة 897 هـ / 1491 م أو معاهدة تسليم غرناطة هي معاهدة دولية وُقِعت بتاريخ 21 محرم 897 هـ الموافق 25 نوفمبر 1491 م، بين مملكة غرناطة ومملكة قشتالة، حيث قام الملك أبو عبد الله محمد الثاني عشر بتسليم المدينة إلى الملكين الكاثوليكيين بعد حصار خانق استمر تسعة أشهر.
أنهت هذه المعاهدة الوجود الإسلامي بالأندلس بشكله السياسي، وبدأ بعدها ما عرف بمحاكم التفتيش، ما أدى إلى حرب البشرات.

## نص المعاهدة

### المادة الأولى
على ملك غرناطة والقادة والفقهاء والحجاب والعلماء والمفتين والوجهاء، بمدينة غرناطة والبيازين وضواحيها، أن يسلموا إلى صاحبي السمو، أو من ينتدبانه للنيابة عنهما، في مدة أقصاها ستون يومًا، اعتبارًا من 25 تشرين الثاني، عام 1491 م.
معاقل الحمراء، والبيازين، وأبواب تلك المعاقل، وأبراجها، وأبواب المدينة المذكورة، والبيازين، وضواحيهما، وأبراج أبواب المدينة المذكورة، وضمن هذه الشروط يأمر صاحبا السمو، بأن لا يصعد أي نصراني السور القائم بين الحمراء، والبيازين، لئلا يكشف عورات المسلمين في بيوتهم، وإن خالف أحد هذه الأوامر، يعاقب عقوبة شديدة، وضمن هذا الشرط، سيقدم المسلمون الطاعة والإخلاص والولاء كأتباع مخلصين لصاحبي السمو.
وضمانًا لسلامة تنفيذ هذه البنود، يقدم أبو عبد الله الصغير ملك غرناطة، إلى صاحبي السمو، خمسمائة شخص من أبناء وبنات علية القوم، في المدينة، والبيازين، وضواحيهما، وذلك قبيل تسليم الحمراء بيوم واحد، مصطحبين معهم الحاجب يوسف بن قماشة، ليكونوا جميعهم رهائن، لدى صاحبي السمو، لمدة عشرة أيام، يتم خلالها ترميم المعاقل المذكورة، شريطة أن يعامل الرهائن إلى حين انتهاء هذه الفترة معاملة حسنة. وفي نهاية الأجل، يرد الرهائن إلى ملك غرناطة، ويراعي هذه الاتفاقية صاحبا السمو، وابنهما ضون خوان وسلالتهم. ويعتبر أبو عبد الله الصغير، وسائر قادته، وجميع سكان غرناطة، والبيازين، وضواحيهما، وقراهما، وأراضيهما، والقرى والأماكن التابعة للبشرات، رعايا طبيعيين، ويبقون تحت رعايتهم ودفاعهم.
وتترك لهم جميع بيوتهم، وأراضيهم، وعقارهم، وأملاكهم حاليًّا، ودائمًا دون أن يلحق بها أي ضرر، أو حيف. وأن لا يؤخذ أي شيء منها يخصهم، بل بالعكس، سيتم احترام الجميع ومساعدتهم، ويلقون المعاملة الطيبة، من قبل صاحبي السمو، وشعبهما كخدم واتباع لهما.

### المادة الثانية
في الوقت الذي يتسلم صاحبا السمو قصر الحمراء، يأمران أتباعهما بالدخول من بابي العشار ونجدة، ومن الحقل القائم خارج المدينة. وعلى من يعين لاستلام الحمراء، أن لا يدخل من وسط المدينة.

### المادة الثالثة
في اليوم الذي يتم فيه تسليم الحمراء والبيازين، وشوارعهما وقلاعهما وأبوابهما، وغير ذلك، يقوم صاحبا السمو بتسليم ابن الملك أبي عبد الله الصغير، المحتجز في قلعة مقلين، مع سائر الرهائن الموجودين معه، وسائر الحشم والخدم الذين كانوا برفقته، ولا يكرهون على التنصر أثناء احتجازهم.

### المادة الرابعة
يسمح صاحبا السمو، وسلالتهما، للملك أبي عبد الله الصغير وشعبه أن يعيشوا دائما ضمن قانونهم (أي بممارسة الشعائر الإسلامية) دون المساس بسكناهم وجوامعهم ومناراتهم. وسيأمران بالحفاظ على مواردهم، وسيحاكمون بموجب قوانينهم وقضاتهم، حسبما جرت عليه العادة، وسيكونون موضع احترام من قبل النصارى. كما تحترم عاداتهم و تقاليدهم إلى غير حين.

### المادة الخامسة
لن تصادر من المسلمين أسلحتهم أو خيولهم، أو أي شيء آخر حاضرًا وإلى الأبد، باستثناء الذخيرة الحربية التي يجب تسليمها لصاحب السمو.

### المادة السادسة
يسمح لمن يرغب في الجواز إلى العدوة أو أي مكان آخر، من أهالي غرناطة والبيازين والبشرات، والمناطق الأخرى التابعة لمملكة غرناطة، ببيع ممتلكاتهم وأراضيهم لمن شاءوا. ولن يحاول صاحبا السمو وذريتهما منعهم من ذلك أبدًا. وإذا ما رغب صاحبا السمو بشرائها من أموالهما الخاصة، فشأنهما في ذلك شأن سائر الناس، ولكن الأولوية تكون لهما.

### المادة السابعة
الأشخاص الذين يرغبون في العبور إلى العدوة (أرض المغرب) تجهز عملية نقلهم، في غضون ستين يومًا من تاريخه، على متن عشر سفن كبيرة تتوزع على الموانئ القريبة منهم، حسب رغبة المبحرين، ليحملوا أحرارًا، وطوع إرادتهم، إلى المكان الذي يرغبون النزول إليه فيما وراء البحر (أرض المغرب) خاصةً الموانئ التي كانت ترسو بها تلك السفن.
أما الأشخاص الذين يرغبون في العبور في غضون الأعوام الثلاثة القادمة، فتتهيأ لهم السفن الخاصة، من الموانئ القريبة لمكان إقامتهم، شريطة أن يقدموا طلباتهم قبل موعد الرحيل بخمسين يومًا. وينقلون برعاية تامة، إلى الميناء الذي يرغبون النزول فيه.
ولا يترتب على من يريد العبور إلى العدوة – خلال الأعوام الثلاثة هذه – أجر أو نفقة. أما الذين يرغبون في العبور بعد انتهاء الأعوام الثلاثة، فعليهم دفع دوبلة واحدة فقط عن كل شخص. أما الذين لا يتمكنون من بيع أملاكهم الموزعة في جميع أنحاء مملكة غرناطة قبل سفرهم، فيحق لهم تفويض أي شخص من أجل تحصيل حقوقهم، وليقوموا مقامهم، ويتولوا بعد ذلك إرسال هذه الحقوق لأصحابها أينما كانوا، وبدون أي عوائق.

### المادة الثامنة
لا يرغم صاحبا السمو وسلالتهما، حاضرًا وإلى الأبد، المسلمين وأعقابهم، على وضع أية شارة مميزة لملابسهم.

### المادة التاسعة
لا يحق لصاحبي السمو، لمدة ثلاث سنوات من تاريخه، تحصيل الإتاوات من الملك أبي عبد الله الصغير, وسكان غرناطة والبيازين وأرباضهما، وهي الإتاوات التي يترتب أداؤها عن دورهم وأملاكهم الموروثة، بل يكفي أن يدفع المسلمون لصاحبي السمو عشر الخبز والذرة، وعشر المواشي خلال شهري أبريل ومايو.

### المادة العاشرة
على الملك أبي عبد الله، وسائر سكان المملكة الذين شملتهم هذه الاتفاقية، أن يطلقوا سراح جميع الأسرى النصارى الذين في قبضتهم، أو في أي مكان آخر طواعية، دون أية فدية، وذلك حين تسلم المدينة.

### المادة الحادية عشر
على صاحبي السمو، أن لا يستخدما أي رجل من أتباع أبي عبد الله، أو سكان المملكة، أو أن يسخروا دوابهم، في أي غرض دون إرادتهم، ودون أن تدفع لهم أجورهم.

### المادة الثانية عشر
لا يسمح لأي نصراني بدخول المساجد، أو أي مكان لعبادة المسلمين، دون إذن من الفقهاء. ومن يخالف ذلك يعاقبه صاحبا السمو.

### المادة الثالثة عشر
لا يجوز لأي يهودي أن يتولى الجباية أو تحصيل الضرائب من المسلمين بشكل مباشر، أو أن يمنح أية سلطة أو ولاية عليهم.

### المادة الرابعة عشر
يعامل صاحبا السمو الملك أبا عبد الله الصغير وسائر رعاياه الذين شملتهم هذه المعاهدة معاملة شريفة، وتحترم عاداتهم وتقاليدهم، وتمنح للقادة والفقهاء الحقوق، وتبقى الحقوق التي كان يتمتع بها هؤلاء زمن أبي عبد الله الصغير على حالها، و يعترف لهم بتلك الحقوق.

### المادة الخامسة عشر
يجب أن يقضي في أية دعوى أو مشكلة تقع بين المسلمين، وفقًا لأحكام الشريعة الإسلامية، كما جرت عليه العادة.

### المادة السادسة عشر
يصدر صاحبا السمو أوامرهما للمسلمين بعدم إيواء الضيوف من النصارى، أو إخراج الثياب أو الدواجن أو الدواب، ويشمل ذلك صاحبي السمو وجماعتهما، إذ يمنع على هؤلاء النصارى دخول بيوت المسلمين، واستعمال مضايفهم لإقامة الحفلات.

### المادة السابعة عشر
إذا دخل نصراني منزل مسلم قسرًا، يطلب صاحب السمو من العدالة إيقاع العقوبة عليه.

### المادة الثامنة عشر
فيما يتعلق بقضايا التركات عند المسلمين، يجب أن ينظر فيها القضاة المسلمون وفق النظم الإسلامية المتبعة.

### المادة التاسعة عشر
تشمل هذه المعاهدة قاطني الأحياء المجاورة لمدينة غرناطة، وسكان القرى والأرجاء التابعة للمدينة والبشرات وأماكن أخرى، بما في ذلك الأشخاص الذين قد يقبلون المعاهدة بعد مرور ثلاثين يومًا من تسليم غرناطة، ويتمتع هؤلاء بجميع الإعفاءات الممنوحة خلال السنوات الثلاث.

### المادة العشرون
يتولى الفقهاء إدارة إيراد الجوامع، والحلقات الدراسية فيها وما يرصد من أجل الصدقة، أو عمل الخير، بما في ذلك إيرادات المدارس التي تنفق في تعليم الصبيان. ولا يحق لصاحبي السمو التدخل بأي حال من الأحوال في شأن هذه الصدقات، أو الأمر بمصادرتها، في أي وقت في الحاضر أو فيما بعد.

### المادة الحادية و العشرون
لا يجوز لمن يتولى القضاء إصدار قرارات ضد أي مسلم بذنب اقترفه آخر؛ فلا يؤخذ الأب بذنب ابنه، ولا الولد بذنب والده، ولا الأخ بذنب أخيه، ولا القريب بذنب قرابته، بل تقع العقوبة على من يقترف الجرم.

### المادة الثانية و العشرون
يقرر صاحبا السمو العفو عن المسلمين من أتباع القائد حميد أبي علي الذين كانوا يذودون عن حصونهم ضد هجمات النصارى، ولا يطلب أي تعويض عمّن قتل من النصارى أثناء اصطدامهم مع المدافعين من المسلمين، أو عمّا أخذه المسلمون من المكاسب في ذلك المكان، في الحاضر أو فيما بعد.

### المادة الثالثة و العشرون
يغفر صاحبا السمو لمسلمي مدينة الكابطي هجماتهم و اعتداءاتهم التي كانت تستهدف حرس الملكين، وتمنح لهما حرية العيش كبقية إخوانهم الذين شملتهم هذه المعاهدة.

### المادة الرابعة و العشرون
يعتبر صاحبا السمو جميع أسرى المسلمين، أو الفارين من الأسر إلى مدينة غرناطة والبيازين وأرباضهما، أو إلى أي ناحية تابع لمدينة غرناطة، أحرارًا، ولا تصدر العدالة بحقهم أي حكم كان، لكن هذا الامتياز خاص بمسلمي الأندلس، و لا يشمل أسرى الجزر المشرقية، أو الخالدات.

### المادة الخامسة و العشرون
لا يدفع المسلمون لصاحبي السمو أكثر مما كانوا يدفعونه لملوكهم المسلمين من الإتاوات.

### المادة السادسة و العشرون
يسمح لجميع من عبروا العدوة (المغرب) من سكان غرناطة، والأرجاء التابعة لها، والبيازين وأرباضها، والبشرات وغيرها، بالعودة خلال ثلاثة أعوام من تاريخ إبرام الاتفاقية، والتمتع بالامتيازات التي تمنحها لهم هذه الاتفاقية.

### المادة السابعة و العشرون
لا يجبر أي مسلم حمل معه بعض الأسرى النصارى إلى العدوة، وجعلهم في قبضة سلطة أخرى، على إرجاع هؤلاء الأسرى، أو إعادة الأجر الذي تقضاه لقاء تسليمهم.

### المادة الثامنة و العشرون
يحق للملك أبي عبد الله، أو أي من قواده، أو سكان القرى، والأنحاء المجاورة لغرناطة والبيازين والبشرات وغيرها، ممن عبروا إلى العدوة (المغرب) ولم تطب لهم الإقامة هناك، أن يعودوا خلال الأعوام الثلاثة، ولهم الحق بأن يتمتعوا بكافة نصوص الاتفاقية المبرمة.

### المادة التاسعة و العشرون
يحق لتجار مدينة غرناطة والبيازين وأرباضهما والبشرات وغيرهما، أن يحملوا سلعهم إلى العدوة، ويعودوا بها آمنين مطمئنين، كما يحق لهم دخول سائر الأنحاء التي في حوزة الملكين الكاثوليكيين، دون أن تترتب عليهم أية إتاوة مترتبة على النصارى.

### المادة الثلاثون
لا يجوز إرغام أية نصرانية تزوجت من أحد المسلمين، واعتنقت الدين الإسلامي، على العودة إلى النصرانية، إلا طائعة، وبعد أن تُسأل في ذلك أمام جمع من المسلمين والنصارى. وفيما يتعلق بأبناء النصرانيات وبناتهم، فلهم نفس الحقوق المنصوص عليها في هذه الفقرة.

### المادة الحادية و الثلاثون
إذا سبق لنصراني، ذكرًا كان أو أنثى، اعتناق الديانة الإسلامية قبل إبرام هذه الاتفاقية، فلا يحق لأحد من النصارى أن يهدده، أو ينال منه بأية صورة، ومن يفعل ذلك يعاقب.

### المادة الثانية و الثلاثون
لا يجوز إرغام مسلم أو مسلمة على اعتناق النصرانية.

### المادة الثالثة و الثلاثون
إذا رغبت امرأة مسلمة متزوجة، أو أرملة، أو بكر، في اعتناق النصرانية بدافع العشق، فلا يستجاب لها حتى تُسأل وتوعظ وفقًا للشريعة الإسلامية. وإذا حملت معها خفية بعض الحلي، أو غيره، من دار والدها، أو أقاربها، أو أي شخص آخر، فيجب إعادة هذه الأشياء إلى ذويها، و تعتبر اختلاسًا، وتتولى العدالة اتخاذ الإجراءات الصارمة بحقها.

### المادة الرابعة و الثلاثون
لا يرغم صاحب السمو، أو أي واحد من عقبهما، حاضرًا أو مستقبلًا، أبا عبد الله الصغير، أو جماعته أو حاشيته، أو أي أحد من سكان المملكة، أو خارجها، مسلمين ونصارى ومدجنين، برد ما غنموه أثناء الوقائع التي جرت بينهم من الثياب، والمواشي، والأنعام، والفضة والذهب، وغيرها من الأشياء التي وضع المسلمون أيديهم عليها. ولا يحق لأحد أن يطالب بشيء يكتشف انه كان له، و إذا طالب به فإنه يعرّض نفسه لأقصى العقوبات.

### المادة الخامسة و الثلاثون
إذا سبق لمسلم أن أهان أسيرًا نصرانيًا –ذكرًا كان أو أنثى- أو جرحه، أو قتله أثناء احتفاظه به، فلا يُسأل عن شيء مما كان.

### المادة السادسة و الثلاثون
بعد انتهاء السنوات الثلاث المنصوص عليها في الاتفاقية، تدفع ضريبة الأملاك والضياع الأميرية، وفقا لقيمتها الحقيقية، شأن سائر الأملاك والأراضي.